# 梣叶毛蕨
梣叶毛蕨（学名：Cyclosorus fraxinifolius）为金星蕨科毛蕨属下的一个种。

## 扩展阅读
- 維基物種上的相關：梣叶毛蕨